# Forum Polsko-Czeskie
Forum Polsko-Czeskie / Forum Czesko-Polskie (czes. Polsko-české forum / Česko-polské forum) – dwustronny instrument dyplomacji publicznej, służący wzmocnieniu współpracy polsko-czeskiej. Powstał on na podstawie memorandum podpisanego w 2008 r. w Pradze przez ministrów spraw zagranicznych Radosława Sikorskiego i Karla Schwarzenberga. Ministrowie zobowiązali się przeznaczać corocznie 200 tys. euro na wspieranie pozarządowych inicjatyw polsko-czeskich. W 2009 r. powołano Rady Programowe Forum i przyznano po raz pierwszy dotacje. W maju 2010 r. działalność Forum została ujęta w porozumieniu o współpracy ministerstw spraw zagranicznych Polski i Czech i  przedłużona bezterminowo
Co roku Minister spraw zagranicznych RP ogłasza konkurs, w którym organizacje pozarządowe, stowarzyszenia, fundacje, szkoły wyższe, instytuty badawcze i inne podmioty, które nie działają w celu osiągnięcia zysku, we współpracy z instytucjami partnerskimi z Czech mogą występować o dofinansowanie inicjatyw i projektów mających na celu stymulowanie dalszego rozwoju i pogłębianie stosunków polsko-czeskich. Analogiczny konkurs ogłasza co roku Ministerstwo Spraw Zagranicznych Republiki Czeskiej. Corocznie obie strony na dotację projektów w ramach Forum przeznaczają równowartość 100 tys. euro.
W Polsce wnioski dotacyjne opiniuje Rada Programowa Forum Polsko-Czeskiego przy Ministrze Spraw Zagranicznych, powoływana przez ministra na 2-letnią kadencję. Pierwszym przewodniczącym polskiej Rady Programowej był Eugeniusz Smolar, w latach 2013-2022 funkcję tę pełnił Mateusz Gniazdowski, a w 2022 przewodniczącym został Adam Eberhardt.
Równolegle w Czechach działa Rada Programowa Forum Czesko-Polskiego, powoływana przez czeskiego ministra spraw zagranicznych. Jej przewodniczącym w latach 2009-2015 był prof. Josef Jařab, obecnie funkcję tę sprawuje Břetislav Dančák. Obie rady spotykają się raz do roku na wspólnym posiedzeniu.
Forum nawiązuje do wieloletnich tradycji współpracy polsko-czeskiej, przede wszystkim Solidarności Polsko-Czesko-Słowackiej i współdziałania niezależnych grup opozycyjnych, działających przed 1989 rokiem w Polsce i w Czechosłowacji.